# La Orchilaön

Lägeskarta, Dependencias Federales med La Orchilaön längst upp

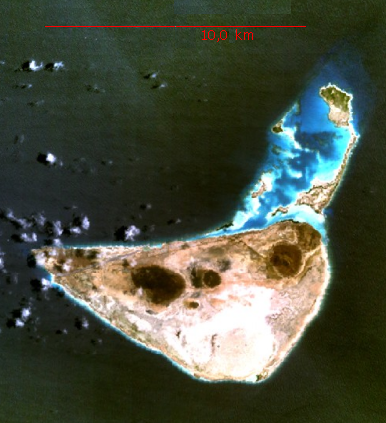
La Orchilaön

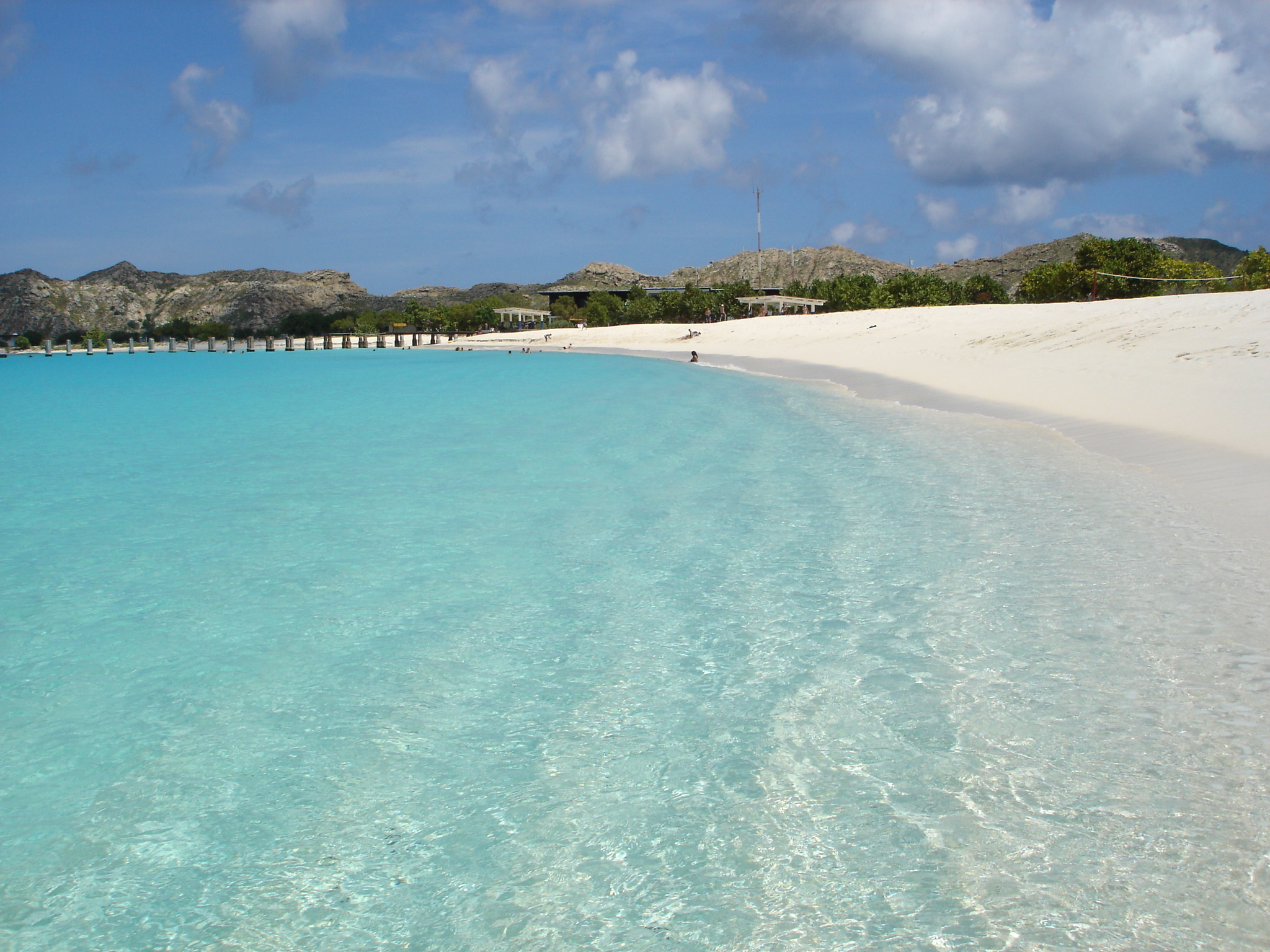
Strand på La Orchilaön

La Orchilaön (spanska Isla La Orchila) är en ö i Karibiska havet och tillhör Venezuela.

## Geografi
La Orchilaön ligger cirka 180 km nordöst om Caracas och cirka 45 km öster om Los Roques.
Ön är av vulkaniskt ursprung och har en areal om cirka 40,02 km² (1). Den högsta höjden är Cerro Walker på ca 139 m ö.h.
La Orchilaön förvaltas helt av Venezuelas flotta då presidenten har en semesterresidens på ön (2). Ön kan endast besökas av presidenten och högrankade militärer och personer med särskilt tillstånd.
Förvaltningsmässigt ingår ön i distriktet "Dependencias Federales".

## Historia
1938 ställdes ögruppen under förvaltning av Ministerio del Interior y de Justicia (Venezuelas inrikes- och justisieddepartement) (2) som delområde i Dependencias Federales.
Den 9 augusti 1972 utnämndes ögruppen tillsammans med hela området Dependencias Federales till nationalpark efter ett regeringsbeslut (3) och parkområdet inrättades formellt den 18 augusti.
Under militärkuppen mellan den 12 till 14 april 2002 satt Venezuelas president Hugo Chávez i husarrest på ön.